# 都築利夫
都築 利夫（つづき としお、1930年 - ）は、日本の農業経済学者。政治活動家。専門は農業経済学、農業政策。

## 経歴
愛知県常滑市出身。1953年岐阜大学農学部卒業。1961年ドイツ・クリスティアン・アルブレヒト大学キール大学院博士課程修了。1964年酪農学園大学酪農学部農業経済学科助教授。1968年札幌大学経済学部経済学科助教授。1976年第34回衆議院議員総選挙に北海道第5区 (中選挙区)から出馬するも落選。1979年札幌大学を退職し、第35回衆議院議員総選挙に地元の愛知県第2区 (中選挙区)から出馬するも落選。同年、北海学園北見大学商学部商学科教授。1987年北海道広尾郡大樹町の町長選挙に出馬するも落選。1991年北海道知事選挙に出馬するも得票数12,715票で落選。1998年北海学園北見大学退職。引き続き同商学部商学科客員教授。1999年再び大樹町の町長選挙に出馬するも落選。2003年北海道知事選挙に出馬するも得票数21,521票で落選。2004年北海学園北見大学客員教授退任。
1998年から2006年まで北海学園北見大学開発政策研究所の特別研究員も務めた。

## 業績
- 『若さと押しのヨーロッパ留学』（家の光協会、1964年）
- G.ブローム著：都築訳『農業経営学総論』（家の光協会、1972年）